# Paloma Chen
Paloma Chen (Alicante, 1997) es una poeta y periodista española de origen chino. En 2021, fue galardonada con el II Premio de Poesía Viva #LdeLírica.

## Trayectoria
Los padres de Chen llegaron a España desde la región de Wenzhou en los años 80, y ella nació en Alicante. Al educarse en España, Chen domina el idioma español desde pequeña, lo que provoca un contraste entre ella y su familia que está presente en su obra poética. La educación y la vida en el entorno del restaurante que sus padres regentaban en Utiel también se reflejan en sus escritos y poemas.
En el curso 2014-15, Chen fue reconocida con el premio extraordinario de bachillerato de la Comunidad Valenciana. Posteriormente, estudió periodismo en la Universidad de Valencia. Como periodista, ha trabajado para la Agencia EFE y para los departamentos de comunicación de diversas instituciones, como Cruz Roja Española. Publica sus artículos en periódicos como Verne-El País o El Salto, entre otros.
Chen defiende la utilización del arte y la cultura como herramientas de consenso y entendimiento entre las personas. Es impulsora del proyecto Tusanaje enfocado a la difusión del interculturalismo con actividades en las que colaboran descendientes de chinos junto a participantes españoles y latinoamericanos. Además, ha participado en otras iniciativas, como Crecer en 'un chino', donde ha realizado entrevistas a chinos en España, o en la creación del I Encuentro de la diáspora china.

## Reconocimientos
En 2021, Chen llegó a la final del concurso convocado para la selección de ganadores del II Premio de Poesía Viva, organizado por Ámbito Cultural de El Corte Inglés y La Piscifactoría, como finalista de Valencia. Su poema, titulado Los estudiantes de Confucio con sombrero de paja, sobre el interculturalismo y la experiencia de las identidades culturales diversas, fue la ganadora. El 15 de marzo de 2021, recibió el II Premio de Poesía Viva #LdeLírica en la sede de la Real Academia Española (RAE). El acto contó con la presencia de personalidades del ámbito de las artes como la cantante Martirio, reconocida con el Premio Nacional de las Músicas Actuales, u Olvido García Valdés, galardonada con el Premio Nacional de Poesía (España), entre otras.

## Obra
- 2021 – Invocación a las mayorías silenciosas. Letraversal. ISBN 9788412276671.[6][9]